# Oudomlia
Oudomlia (en russe : Удомля) est une ville de l'oblast de Tver, en Russie, et le centre administratif du raïon d'Oudomlia. Sa population s'élève à 29 405 habitants en 2014.

## Géographie
Oudomlia est située à 42 km au nord-est de Vychni Volotchek, à 125 km au nord-ouest de Tver et à 284 km au nord-ouest de Moscou.

## Histoire
Oudomlia a été fondée en 1869 autour de la gare ferroviaire de Troitsa, sur la ligne Rybinsk – Bologoïe. En 1961, Oudomlia reçut le statut de commune urbaine. En 1985, fut mise en service la Centrale nucléaire de Kalinine, à 3 km au nord d'Oudomlia. Elle a le statut de ville depuis 1981.

## Population
Recensements (*) ou estimations de la population
| 1959* | 1970* | 1979*  | 1989*  | 2002*  |
| ----- | ----- | ------ | ------ | ------ |
| 2 971 | 5 142 | 12 079 | 30 751 | 31 961 |

| 2010*  | 2012   | 2013   | 2014   | 2015 |
| ------ | ------ | ------ | ------ | ---- |
| 31 061 | 30 407 | 29 911 | 29 405 | -    |

## Personnalité
- Oleg Grigorievitch Makarov (1933-2003), cosmonaute.